# Astragalus antiatlanticus
Astragalus antiatlanticus es una especie de planta herbácea perteneciente a la familia de las leguminosas. Es originaria del Norte de África.

## Distribución y hábitat
Se encuentra entre las arenas y oueds, de Marruecos. 

## Taxonomía
Astragalus antiatlanticus fue descrita por Emb. & Maire y publicado en Bulletin de la Société d'Histoire Naturelle de l'Afrique du Nord 23: 182. 1932.
Etimología
Astragalus: nombre genérico derivado del griego clásico άστράγαλος y luego del Latín astrăgălus aplicado ya en la antigüedad, entre otras cosas, a algunas plantas de la familia Fabaceae, debido a la forma cúbica de sus semillas parecidas a un hueso del pie.
antiatlanticus: epíteto latino 
Sinonimia
- Astragalus incanus subsp. incanus L.
- Astragalus barrelieri Dufour
- Astragalus incurvus Desf.
- Astragalus monspessulanus subsp. incurvus (Desf.) Arcang.
- Astragalus nivelleanus Braun-Blanq.[4]